# Episodi di Polizia squadra soccorso (prima stagione)
La prima stagione della serie televisiva Polizia squadra soccorso è stata trasmessa in anteprima in Australia dalla ABC tra il 14 febbraio 1991 e il 13 giugno 1991.
In precedenza, il 15 marzo 1989, è andato in onda l'episodio pilota.
| nº | Titolo originale     | Titolo italiano | Prima TV Australia | Prima TV Italia |
| -- | -------------------- | --------------- | ------------------ | --------------- |
| 0  | Pilot                |                 | 15 marzo 1989      |                 |
| 1  | Mates                |                 | 14 febbraio 1991   |                 |
| 2  | Angel After Hours    |                 | 21 febbraio 1991   |                 |
| 3  | L.P.G.               |                 | 28 febbraio 1991   |                 |
| 4  | The Cosmic Lightbeam |                 | 7 marzo 1991       |                 |
| 5  | Mad Dog              |                 | 14 marzo 1991      |                 |
| 6  | Saturday Night       |                 | 21 marzo 1991      |                 |
| 7  | Reunion with Snake   |                 | 28 marzo 1991      |                 |
| 8  | Raid                 |                 | 11 aprile 1991     |                 |
| 9  | One for Dad          |                 | 18 aprile 1991     |                 |
| 10 | Hostage              |                 | 25 aprile 1991     |                 |
| 11 | Up a Tree            |                 | 2 maggio 1991      |                 |
| 12 | Saving the Princess  |                 | 16 maggio 1991     |                 |
| 13 | By the Book          |                 | 13 giugno 1991     |                 |